# Jean Savard
Jean Savard (né le 26 avril 1957 à Verdun au Canada) est un joueur et entraîneur de hockey sur glace. Il est le cousin de Denis Savard, ancien joueur et entraîneur.

## Carrière en club
Il commence sa carrière en ligue mineure au sein de la franchise des Bleu-Blanc-Rouge de Montréal dans la Ligue de hockey junior majeur du Québec. Il passe ensuite pour deux saisons avec les Remparts de Québec de la même ligue avant de participer aux repêchages des ligues majeurs en 1977. Il est ainsi choisi par les  Black Hawks de Chicago lors du repêchage amateur de la Ligue nationale de hockey en tant que 19e choix (second tour) et par les Bulls de Birmingham lors du repêchage amateur de l'Association mondiale de hockey en tant que 75e choix (neuvième ronde).
Comme bien d'autres joueurs dans ce cas là, il choisit de jouer dans la LNH et il y fait ses débuts au cours de la saison 1977-1978. Il joue également quelques matchs dans la Ligue centrale de hockey.
Il ne parvient cependant pas à se faire une place dans l'effectif de l'équipe de la LNH et il joue par la suite également dans la Ligue américaine de hockey. Il joue aussi un match pour les Whalers de Hartford qu'il rejoint à la suite du repêchage d'expansion de la LNH de 1979.
Il quitte l'Amérique du Nord en 1981 pour venir jouer en Europe dans le championnat suisse (ligue nationale A) pour l'équipe Zurcher SC. Il joue deux saisons en Suisse avant de faire deux saisons dans le championnat d'Autriche pour l'équipe EC Red Bull Salzbourg.
En 1986, il passe sa dernière saison dans l'effectif des Dragons de Rouen dans la ligue élite française. Les résultats de l'équipe ne suivant pas, il prend avant la fin de la saison la suite de Serge Evdokimoff derrière le banc en collaboration avec Luc Tardif. Ensemble, ils sauvent les Dragons de la relégation mais Jean Savard met tout de même fin à sa carrière de joueur[réf. nécessaire].

## Statistiques
| Saison     | Équipe                       | Ligue      |    | Saison régulière | Saison régulière | Saison régulière | Saison régulière | Saison régulière |    | Séries éliminatoires | Séries éliminatoires | Séries éliminatoires | Séries éliminatoires | Séries éliminatoires |
| Saison     | Équipe                       | Ligue      | PJ | B                | A                | Pts              | Pun              | PJ               | B  | A                    | Pts                  | Pun                  |                      |                      |
| 1974-1975  | Bleu Blanc Rouge de Montréal | LHJMQ      | 72 | 35               | 24               | 59               | 38               | 8                | 0  | 0                    | 0                    | 0                    |                      |                      |
| 1975-1976  | Juniors de Montréal          | LHJMQ      | 36 | 12               | 23               | 35               | 29               | -                | -  | -                    | -                    | -                    |                      |                      |
| 1975-1976  | Remparts de Québec           | LHJMQ      | 32 | 13               | 19               | 32               | 29               | 15               | 9  | 6                    | 15                   | 21                   |                      |                      |
| 1976-1977  | Remparts de Québec           | LHJMQ      | 72 | 84               | 96               | 180              | 95               | 14               | 16 | 9                    | 25                   | 29                   |                      |                      |
| 1977-1978  | Black Hawks de Chicago       | LNH        | 31 | 7                | 11               | 18               | 20               | -                | -  | -                    | -                    | -                    |                      |                      |
| 1977-1978  | Black Hawks de Dallas        | LCH        | 41 | 17               | 18               | 35               | 28               | 13               | 4  | 4                    | 8                    | 32                   |                      |                      |
| 1978-1979  | Black Hawks de Chicago       | LNH        | 11 | 0                | 1                | 1                | 9                | -                | -  | -                    | -                    | -                    |                      |                      |
| 1978-1979  | Hawks du Nouveau-Brunswick   | LAH        | 60 | 26               | 28               | 54               | 85               | 5                | 2  | 2                    | 4                    | 0                    |                      |                      |
| 1979-1980  | Indians de Springfield       | LAH        | 78 | 28               | 43               | 71               | 60               | -                | -  | -                    | -                    | -                    |                      |                      |
| 1979-1980  | Whalers de Hartford          | LNH        | 1  | 0                | 0                | 0                | 0                | -                | -  | -                    | -                    | -                    |                      |                      |
| 1980-1981  | Whalers de Binghamton        | LAH        | 52 | 13               | 27               | 40               | 70               | -                | -  | -                    | -                    | -                    |                      |                      |
| 1982-1983  | Golden Eagles de Salt Lake   | LCH        | 3  | 0                | 2                | 2                | 4                | -                | -  | -                    | -                    | -                    |                      |                      |
| Totaux LNH | Totaux LNH                   | Totaux LNH | 43 | 7                | 12               | 19               | 29               | -                | -  | -                    | -                    | -                    |                      |                      |

## Parenté dans le sport
Il est le cousin de Denis Savard, joueur puis entraîneur-chef.